# Nedre Dammen, Södermanland
Nedre Dammen är en sjö i Tyresö kommun i Södermanland och ingår i Tyresån-Trosaåns kustområde. Nedre Dammen ligger i Tyresta-Åvas Natura 2000-område. Sjön är 3 meter djup, har en yta på 0,03 kvadratkilometer och befinner sig 24,5 meter över havet.

## Historik
Nedre Dammen är, som namnet antyder, en uppdämd sjö som får sitt vatten från Stensjön och sjön Lanan. Även den senare är anlagd och var ursprungligen en djup dalgång med ett smalt vattendrag. Vid Nedre Dammens östra sida återfinns fortfarande mjölnarstugan, Stensjödal, från senare delen av 1700-talet (idag för uthyrning till grupper). Vid Nedre Dammens södra slut fanns (och finns fortfarande) en damm. Efter den där belägna vattenkvarnen, Åva kvarn, återstår dock bara grunden.

## Bilder

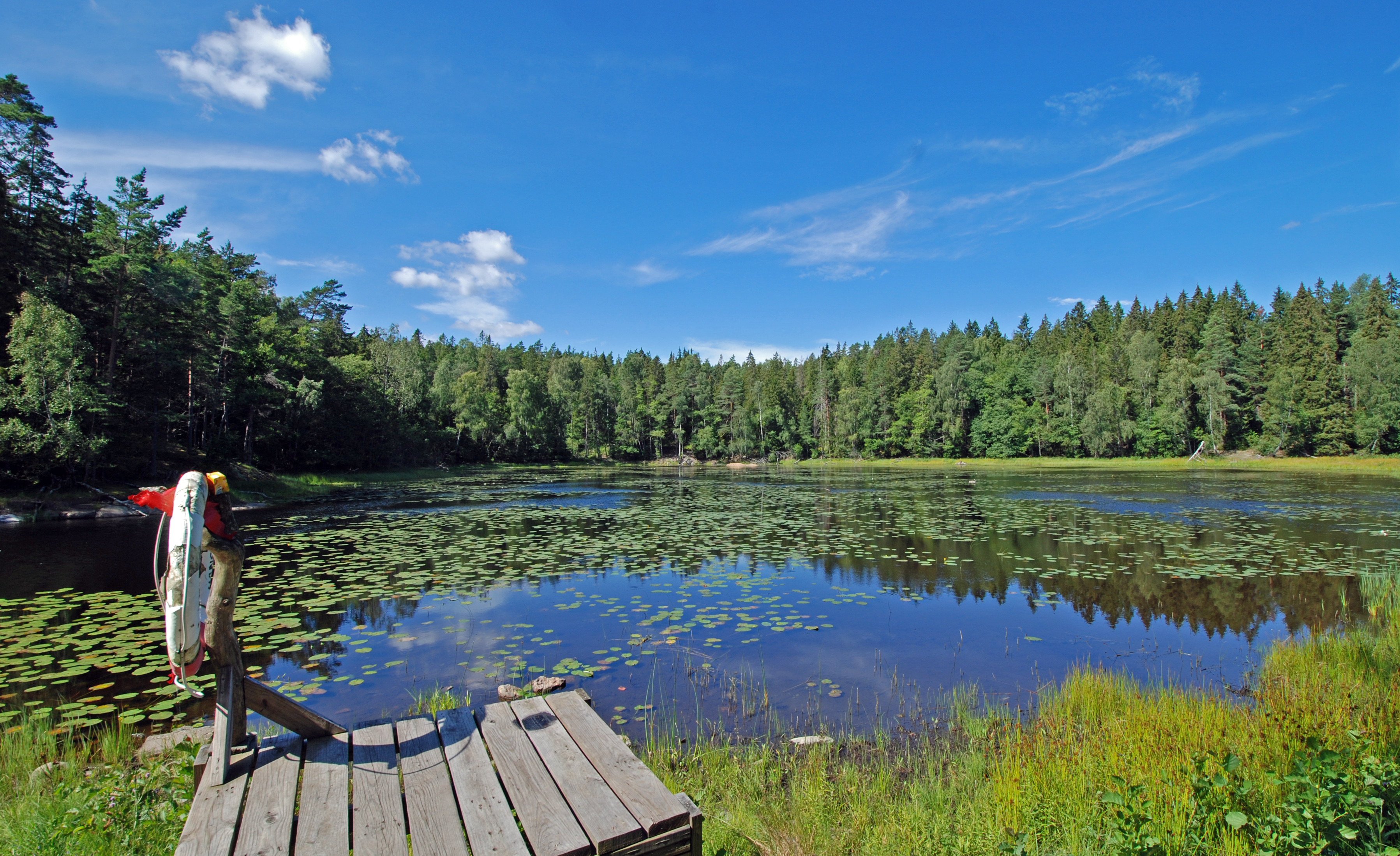
Nedre dammen, vy åt väster.
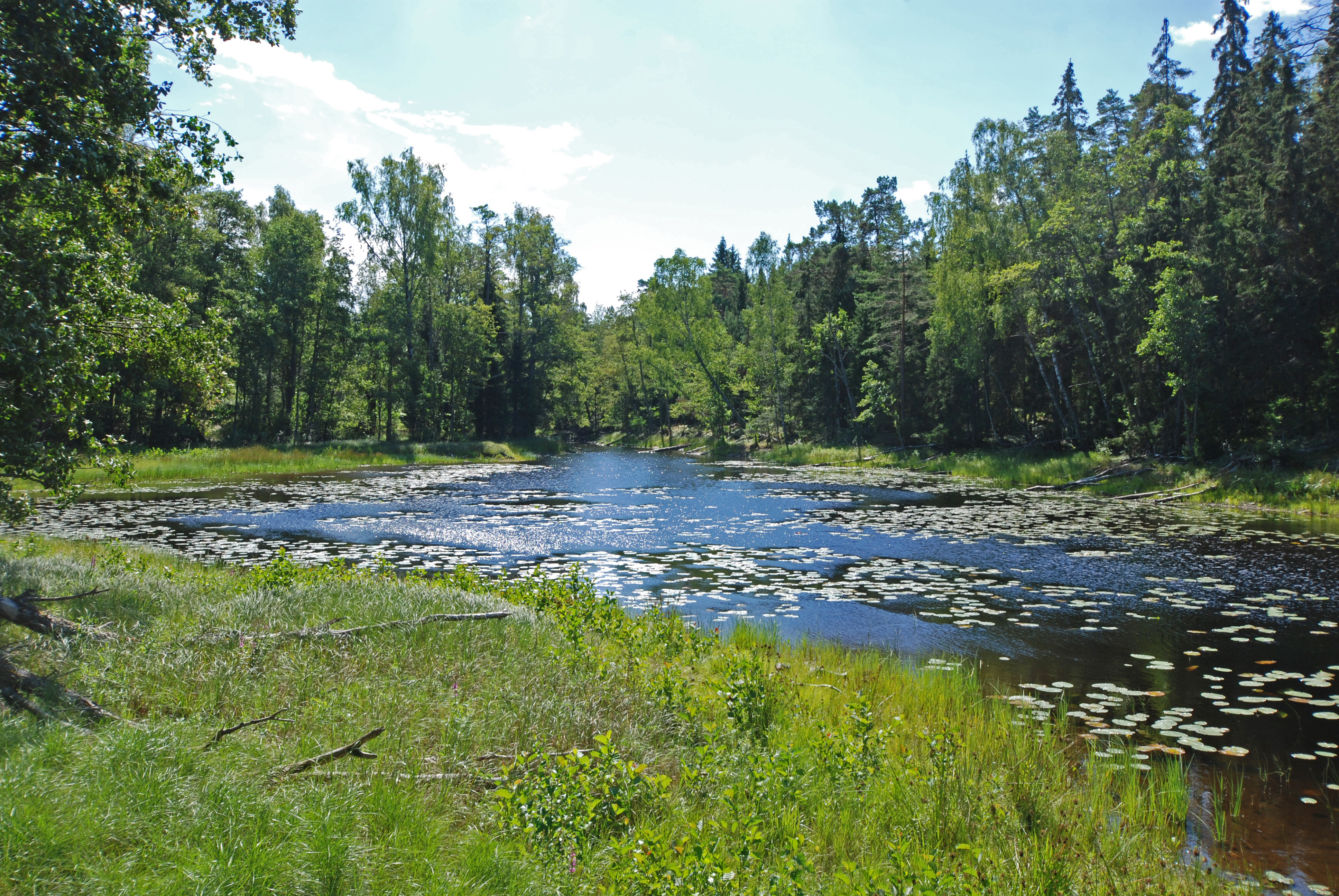
Vy åt söder.
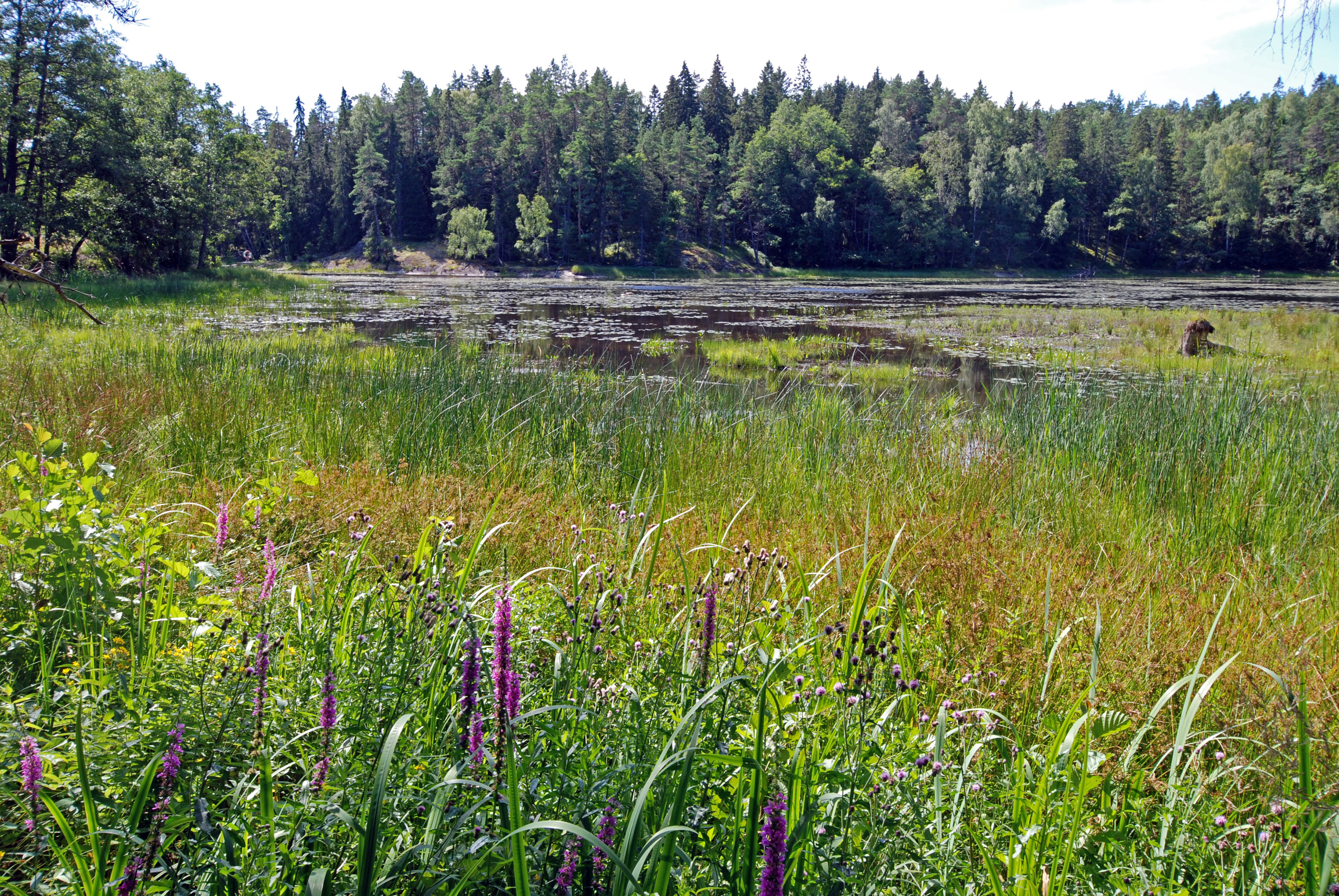
Vy åt syd-sydväst från nordöstra delen.
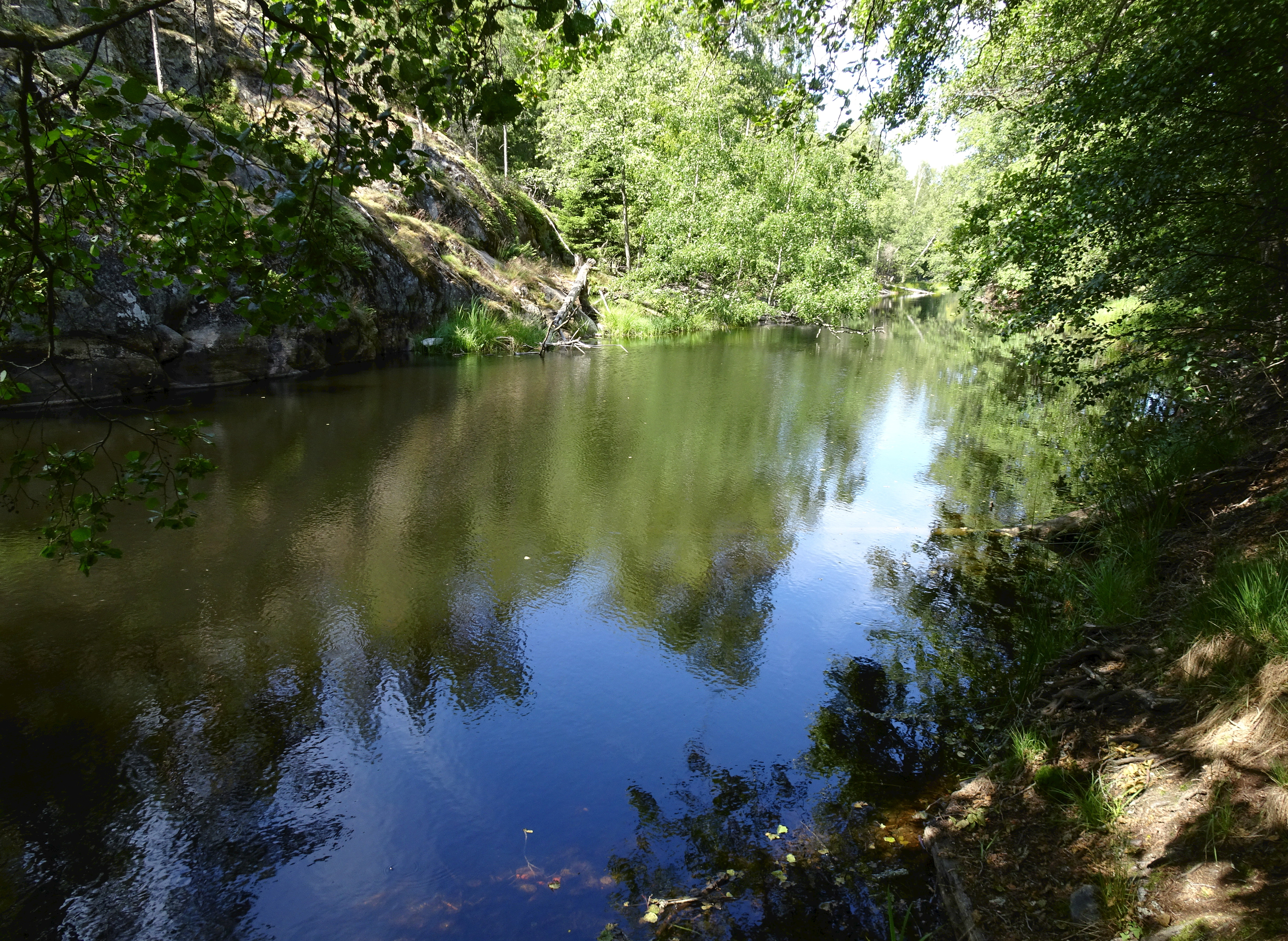
Nedre Dammen sydligaste delen, vid dammen.
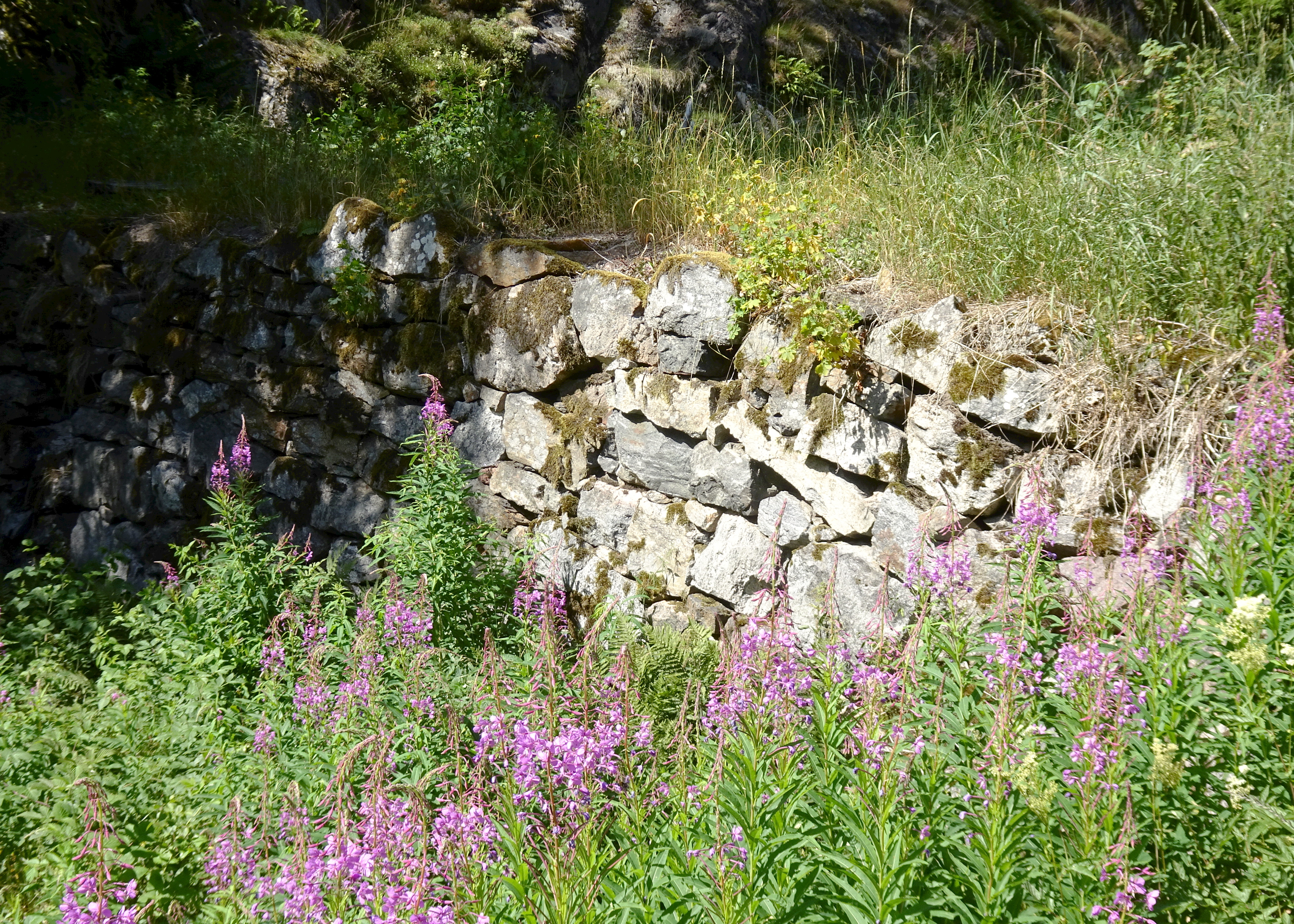
Dammen vid Åva kvarn, Nedre Dammen.
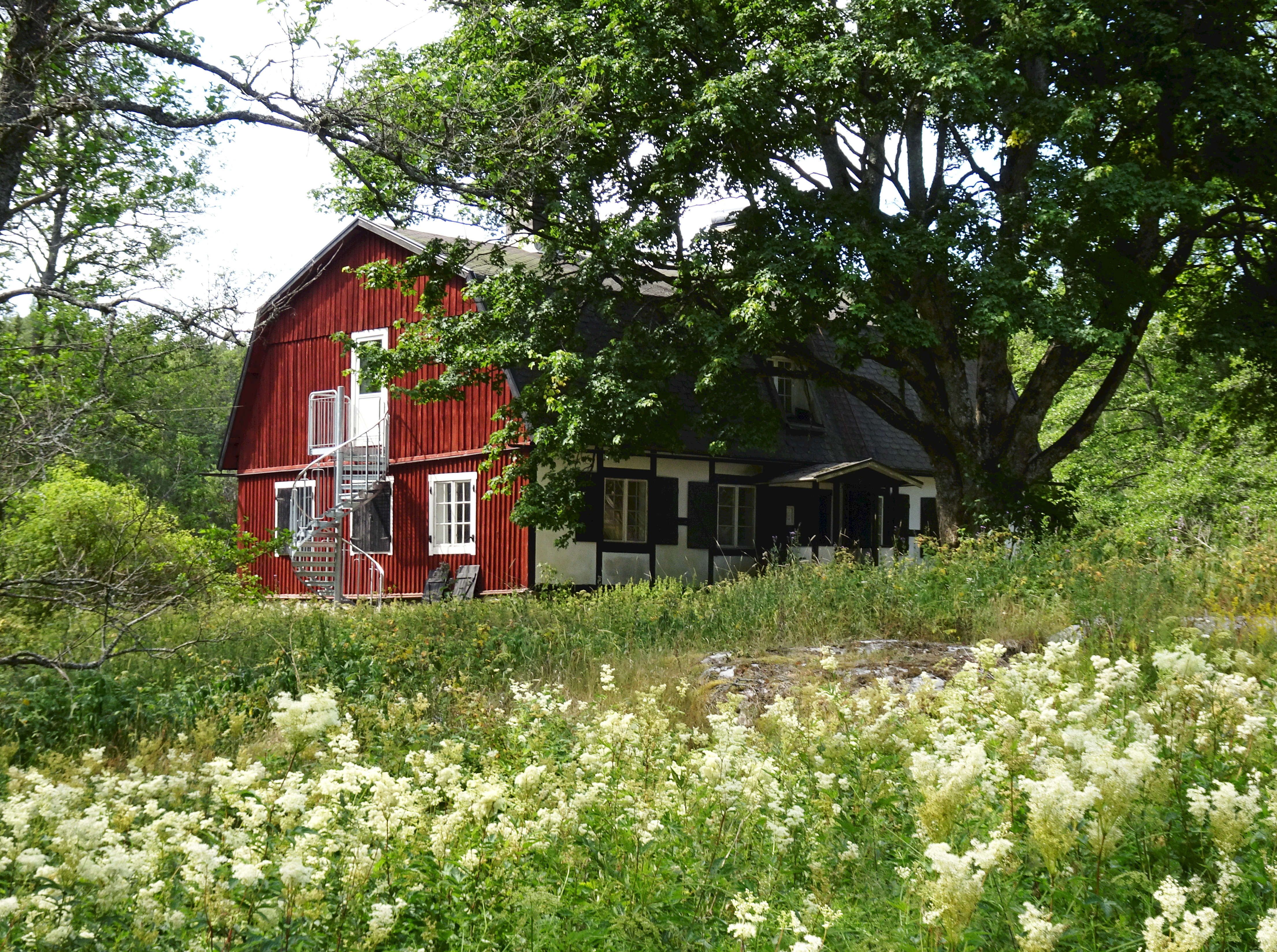
Stensjödal, den gamla mjölnarbostaden.